# モーニング・コンサルト
モーニング・コンサルト（Morning Consult）は、2014年に設立された、国際的な株式非公開のデータインテリジェンス（分析）企業。 